# 杰克·赖利
杰克·赖利（英語：Jack Riley，1909年6月13日—1993年3月22日），美国男子摔跤、美式橄榄球运动员。他曾代表美国参加1932年夏季奥林匹克运动会摔跤比赛，获得男子自由式重量级银牌。